# Tulip Computers

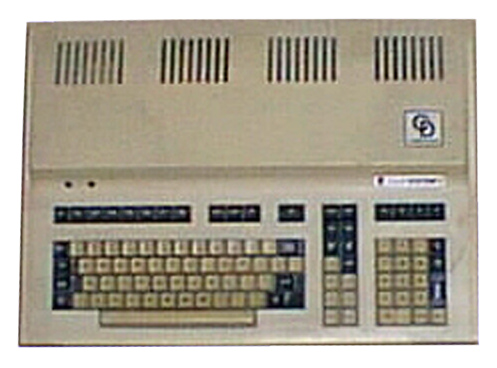
Tulip System 1

Tulip Computers NV (Euronext: TULIP) es una compañía informática con sede en los Países Bajos. Fue fundada en 1979 y en un principio se dedicó al mercado del PC clónico, llegando a patrocinar equipos de fútbol (como el Crystal Palace Football Club inglés) con su marca. Superó una suspensión de pagos entre abril y agosto de 1998, y diversificó su mercado al de los consumibles, periféricos y tarjetas de expansión, alcanzando gran éxito con la marca Conceptronic. También ha entrado en el mercado de las estaciones de trabajo de nivel alto y en el de servicios informáticos. Posee infraestructura propia de distribución en Holanda, Alemania y España. Es propietaria de las marcas :
- Tulip (PC clónico, portátiles, servidores)
- Conceptronic (periféricos)
- Dynalink (módems, routers ADSL, tarjetas de red y otros productos de comunicaciones)
- Paceblade (Tableta PC)
- NewLevel
- Ego

Además adquirió la histórica marca Commodore tras su quiebra en septiembre de 1997, para distribuir con ella consumibles, teclados multimedia y otros periféricos. En 2003 y 2004 trató de entrar en el mercado del entretenimiento con esa marca, para acabar vendiendo la marca a Yeahronimo Media Ventures por 24 millones de euros. Las negociaciones se desarrollaron en 2004, y el trato se cerró en marzo de 2005, fraccionádose los pagos hasta 2010.
En 2005 adquirió Devil, quinta distribuidora alemana de ordenadores e informática.